# Єжово (Омутнінський район)
Єжо́во (рос. Єжово) — присілок у складі Омутнінського району Кіровської області, Росія. Адміністративний центр Вятського сільського поселення.
Населення становить 328 осіб (2010, 342 у 2002).
Національний склад станом на 2002 рік — росіяни 98 %.